# Barthel Dewandre
Pour les autres membres de la famille, voir Famille Dewandre.
Barthel Dewandre est un avocat et homme politique belge, membre du Parti libéral, né à Liège le 15 août 1822, mort à Charleroi le 18 avril 1893.

## Biographie

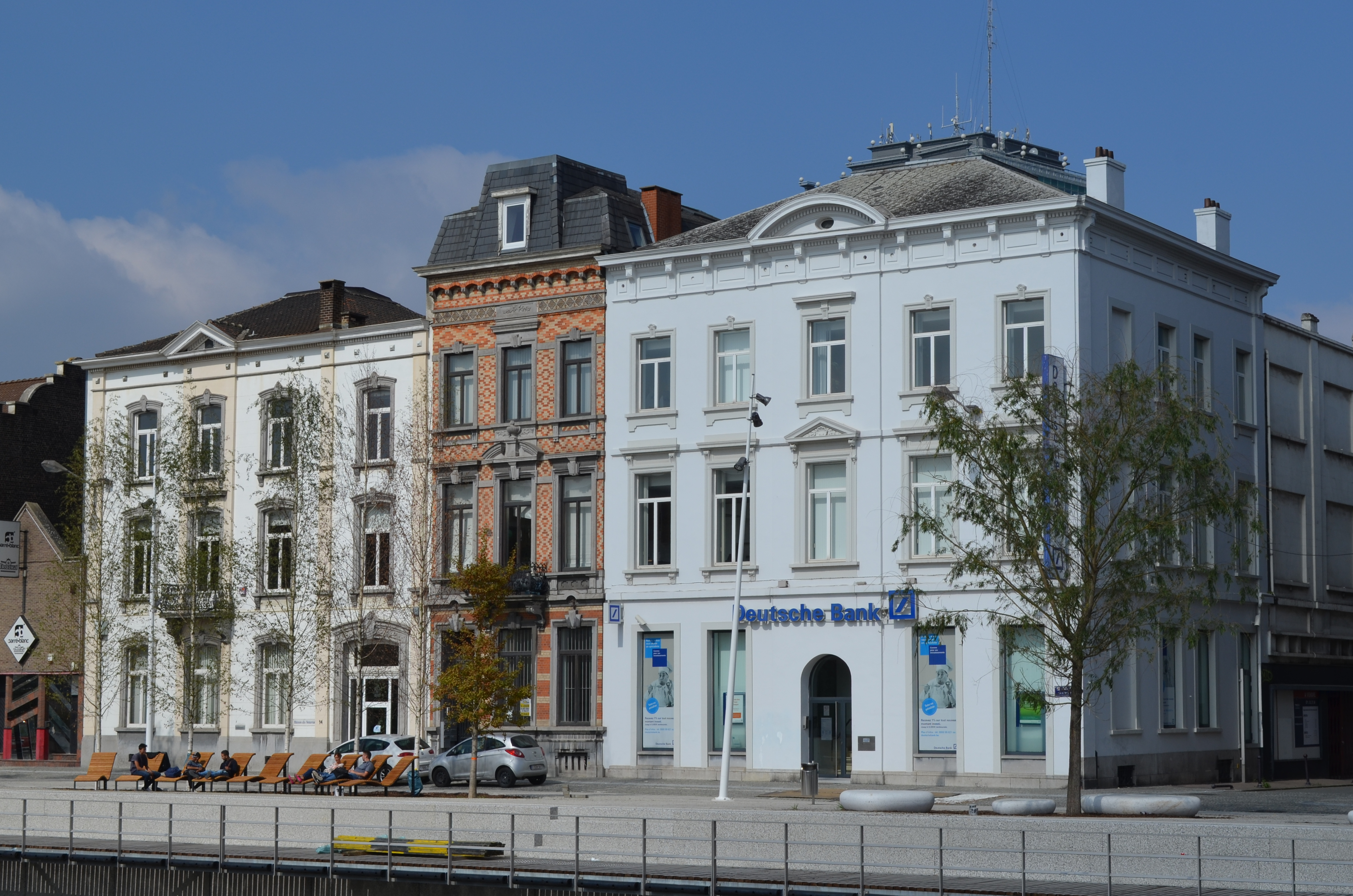
Maisons situées quai Arthur Rimbaud à Charleroi. Les maisons au centre et à droite ont été construites pour Barthel Dewandre. Celle de droite en 1861, l'autre en 1879.

Pierre Marie Barthel François Jules Dewandre est le fils de Barthélémy Dewandre, avocat général puis conseiller à la Cour de cassation et de Marie Plumier. Il est le petit-fils du sculpteur-architecte François-Joseph Dewandre.
Il a épousé successivement Louise Marie de Haussy et sa demi-sœur Jenny Charlotte Amélie. Celles-ci étaient les filles du sénateur et ministre de la Justice François de Haussy et sœurs du sénateur Édouard de Haussy. De son second mariage, il a neuf enfants dont Edmond Dewandre, député, et Paul Dewandre, industriel.
Il obtient un doctorat en droit le 1er septembre 1845 à l'Université de Bruxelles. Il s'inscrit aussitôt comme avocat près la Cour d'appel de Bruxelles et, en 1848, reprend à Charleroi l'étude d'avocat de son beau-père qui a été appelé aux fonctions de ministre de la Justice. Il a été bâtonnier du barreau de Charleroi en 1866 et 1874.
Le 28 mai 1850, il est élu conseiller provincial du Hainaut d'abord dans le canton de Fontaine-l'Évêque où il a fixé sa résidence puis dans le canton de Charleroi. Il occupera ce mandat jusqu'en 1864.
En 1864, il est élu député libéral à la Chambre des représentants pour l'arrondissement de Charleroi et reste à ce poste jusqu'en 1870. En 1878, il est élu sénateur, mandat qu'il occupe jusqu'au 14 juillet 1892, quelques mois avant sa mort. Il est appelé à la vice-présidence du sénat en 1880.
Barthel Dewandre a occupé de nombreux mandats de sociétés industrielles :
- administrateur de la Compagnie du chemin de fer de Braine-le-Comte à Gand ;
- membre du Conseil général de la Caisse générale d'épargne et de retraite (CGER) ;
- président du conseil d'administration des Charbonnages de Piéton ;
- fondateur et président de la Société Anonyme Électricité et Hydraulique[4] ;
- administrateur de la Compagnie des Lits militaires ;
- censeur et président du Collège des censeurs de la Banque nationale de Belgique ;
- administrateur des Forges de la Providence, Marchienne-au-Pont.

À la suite de son décès le 18 avril 1893, il reçoit des funérailles officielles et est inhumé au cimetière de Fontaine-l'Évêque.

## Distinctions
- Commandeur de l'ordre de Léopold.